# Iglesia de San Nicolás de Bari (Priego)
La iglesia de San Nicolás de Bari es un edificio de la localidad española de Priego, en la provincia de Cuenca.

## Descripción
Se encuentra en el término municipal conquense de Priego. En su construcción, que se remonta al siglo XVI, al parecer estuvo implicado Pedro de Alviz. El inmueble sufrió un grave incendio en diciembre de 1839, con motivo de la primera guerra carlista, mas fue reparado por los vecinos en los años siguientes. En el siglo XIX se comentaba que la iglesia habría conservado en el pasado una bandera reliquia de la batalla de Lepanto. Aparece descrita en la entrada correspondiente a Priego del Diccionario geográfico-estadístico-histórico de España y sus posesiones de Ultramar de Pascual Madoz de la siguiente manera:

igl. parr. (San Nicolás de Bari), es un edificio bastante sólido, el cual sufrió un horroroso incendió en 1.º de diciembre de 1839; pero concluida la guerra sus vec. trataron de repararla, y efectivamente, lo han conseguido en el corto espacio de 4 años, á pesar de los escasos recursos con que contaban; pues solo ascendían á la cantidad de 10,000 rs., y hasta 130,000 á que han ascendido, lo han tenido que suplir sus hab. Consta de 14 altares, el mayor de mucho mérito y de bonita arquitectura con 8 efigies grandes y 4 pequeñas en los remates, y 3 medallones en cada uno do sus lados ; á la der. del referido altar se halla la capilla de los condes de Priego, y sobre su altar un hermoso cuadro de la Virgen de las Angustias, que el papa Pío V regaló á D. Fernando Carrillo de Mendoza, 10.° poseedor de la casa de los mencionados condes, cuando este fue á darle parle de la victoria conseguida contra los turcos en las aguas de Lepanto; y hasta el año  de 1811 pendía del techo de esta capilla una de las banderas que ganaron los españoles en esta célebre jornada: la torre de la igl. es magnifica y de escelente arquitectura, con 4 campanas, una de ellas de 85 a. de peso. El curato es de primer ascenso y servido por un cura y 2 beneficiados. Próximo á la igl, está el campo santo que en nada perjudica á la salud pública.
(Madoz, 1849, pp. 219-220)